# Dugda
Dugda is een census town in het district Bokaro van de Indiase staat Jharkhand. 

## Demografie
Volgens de Indiase volkstelling van 2001 wonen er 18864 mensen in Dugda, waarvan 54% mannelijk en 46% vrouwelijk is. De plaats heeft een alfabetiseringsgraad van 66%.

## Galerij

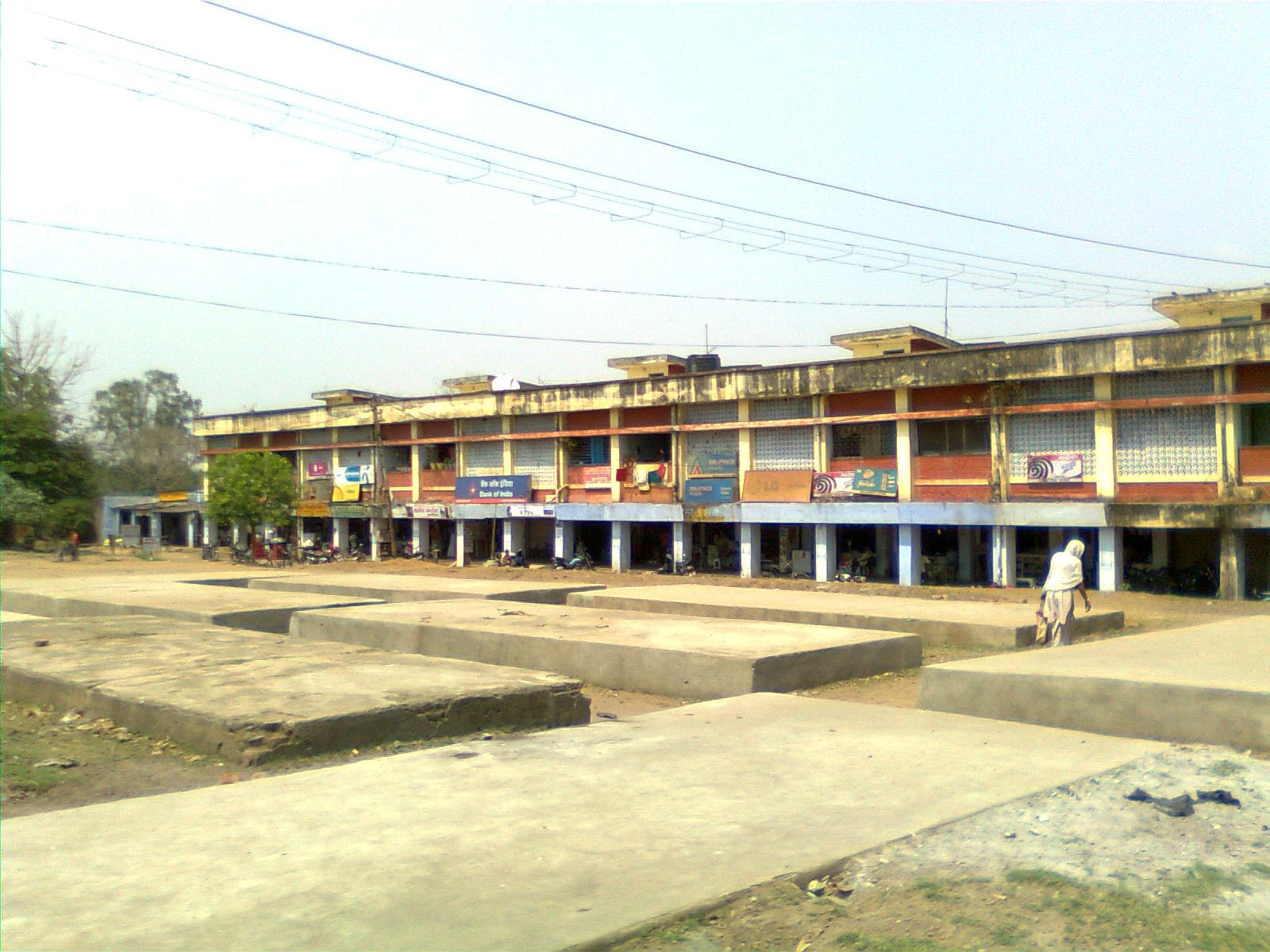
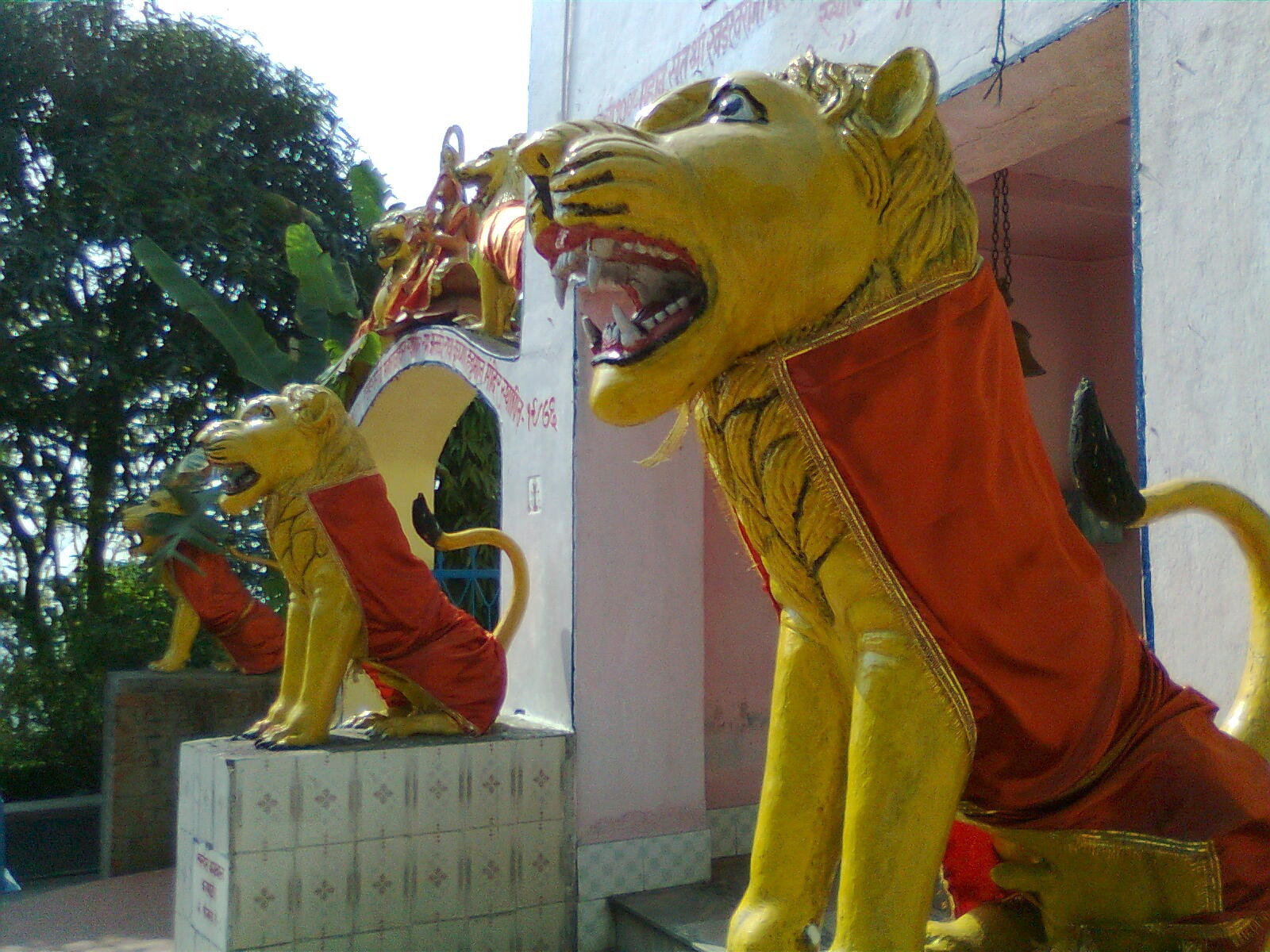
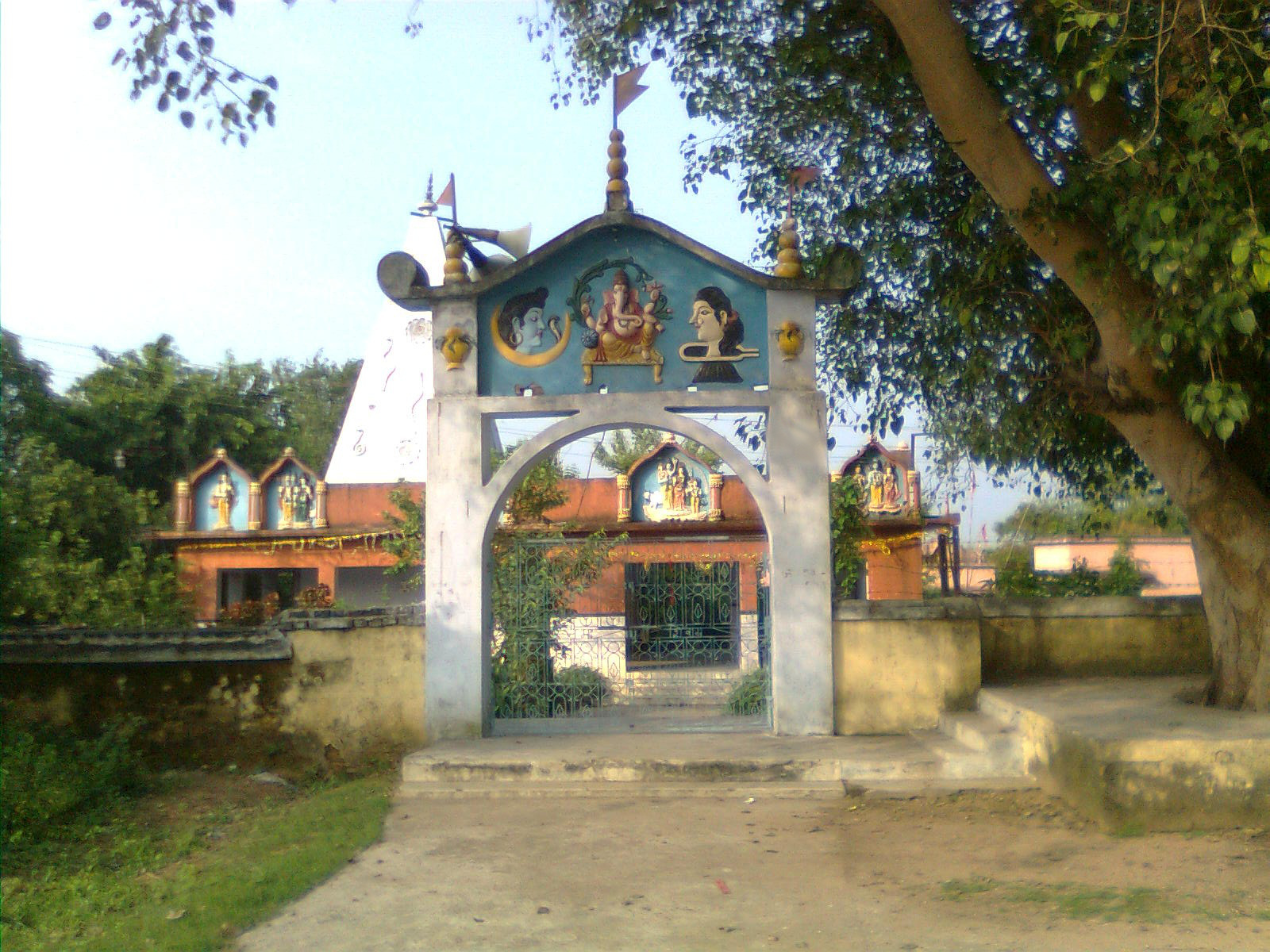
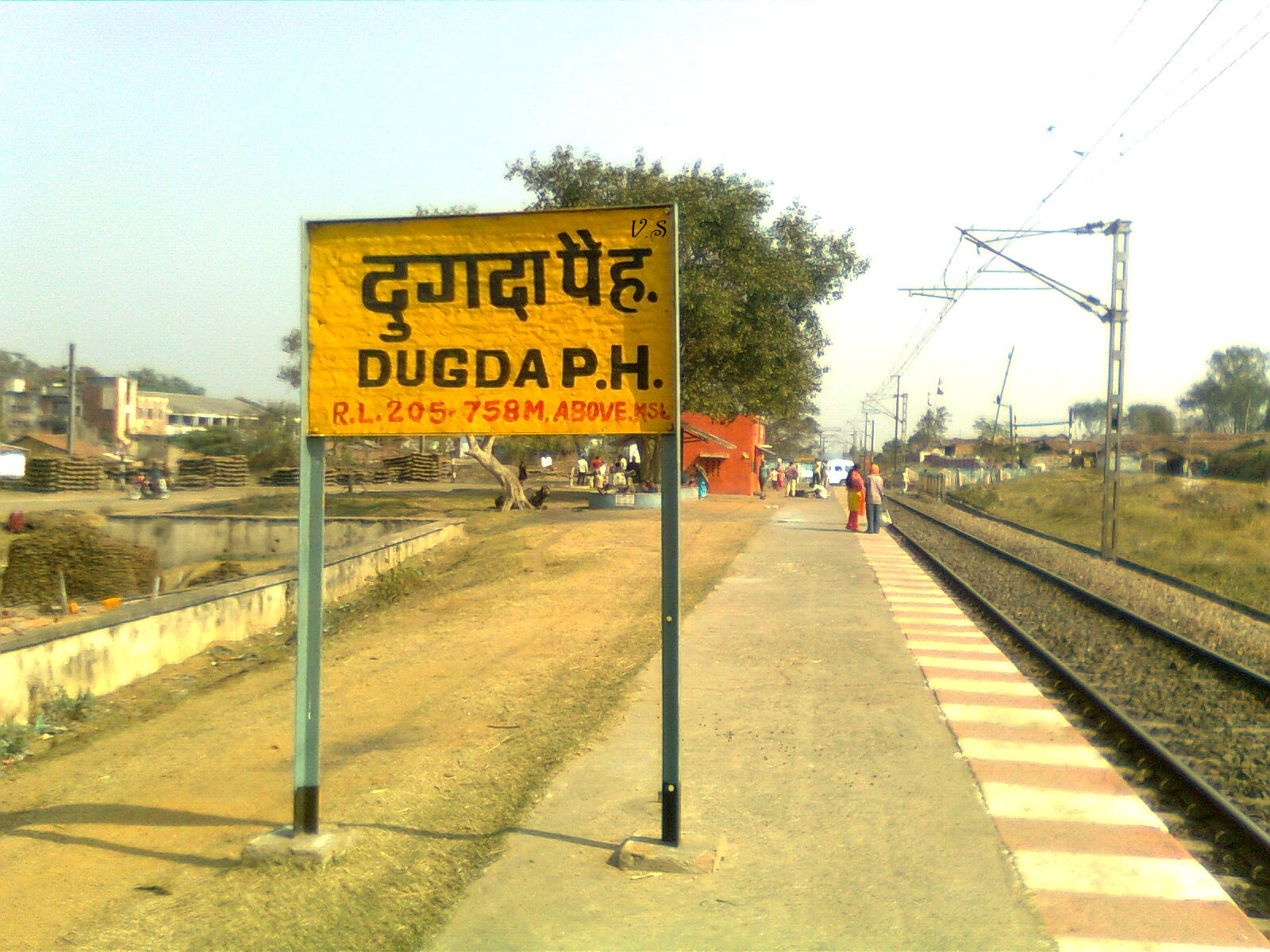